# Guerre d'Ifni
Conflit au Sahara occidental
La guerre d'Ifni est le nom donné aux opérations militaires menées par l'Armée de libération du sud entre novembre 1957 et avril 1958 contre les troupes coloniales espagnoles pour libérer Ifni, Tarfaya et le Sahara occidental de l'occupation espagnole. En espagnol, cette guerre est dénommée la guerra olvidada qui signifie « la guerre oubliée ».
Cette guerre peut être considérée comme faisant partie du mouvement général de décolonisation qui s'étendit au Maroc et en Afrique durant la deuxième moitié du XXe siècle. La guerre fut dirigée principalement par des éléments de l'armée de libération du sud constituée de chleuhs et sahraouis, dirigée par le colonel marocain Ben Hammou et Ait Idder. Cette formation militaire chleuho-sahraoui lança des opérations dans tout le Sahara espagnol, la région de Tindouf et le Sud de la Mauritanie (alors colonie française).

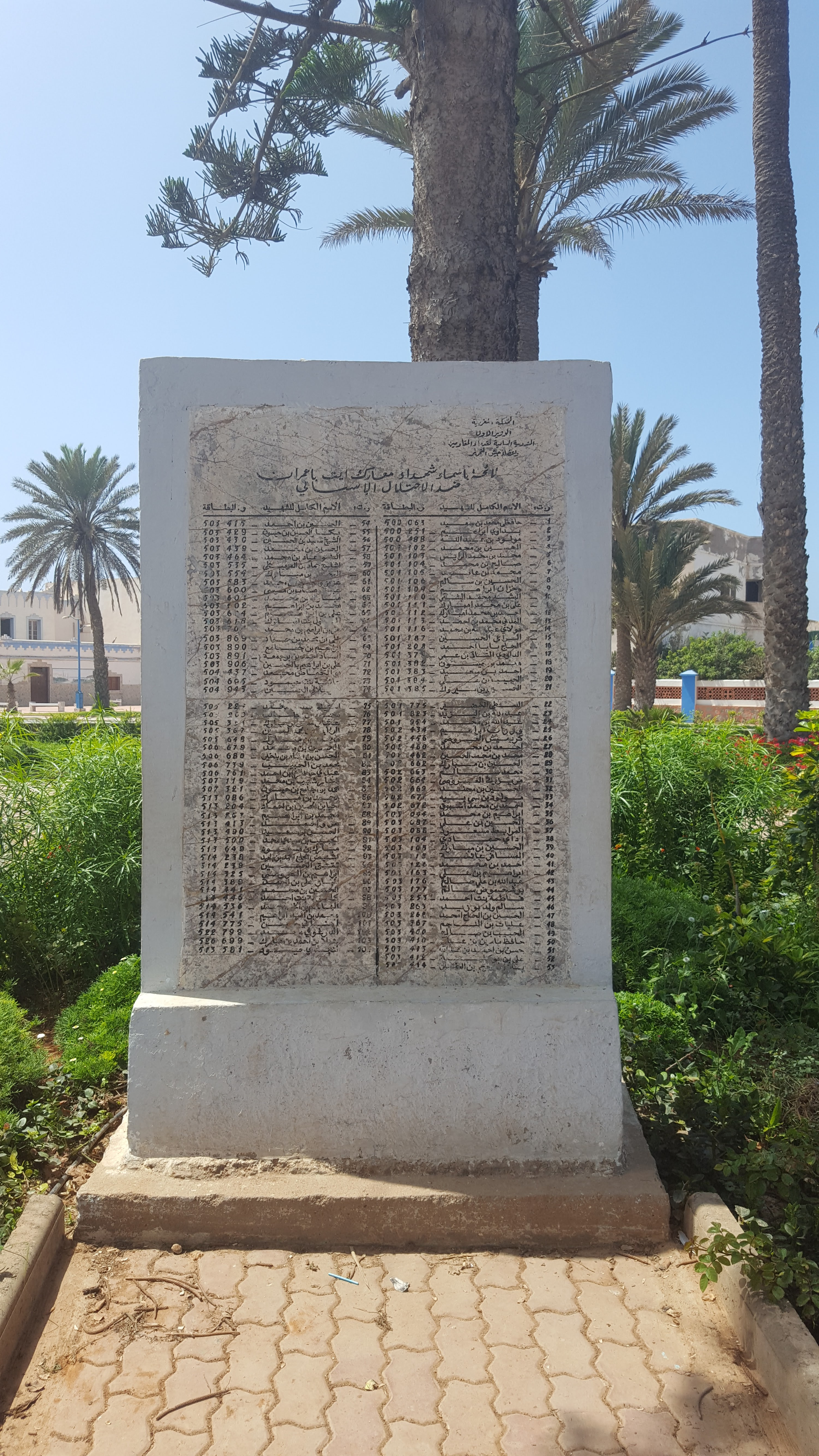
Liste non exhaustive des martyrs pour la libération de Sidi Ifni.

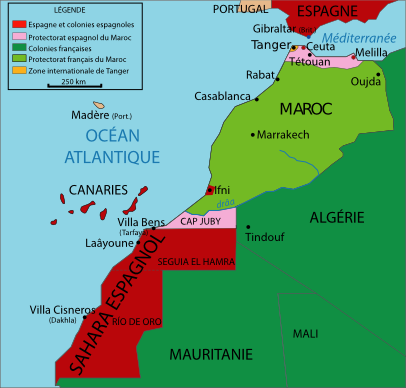
Le Maroc et le Sahara Espagnol jusqu'en 1956.

## Contexte
Après la défaite des troupes marocaines du nord devant les Espagnols à la bataille de Wad-Ras (ou de Vad-Ras, ou de Gualdrás) le 23 mars 1860, les armées irrégulières marocaines du nord demandèrent un cessez-le-feu. Celui-ci déboucha sur le traité de Wad-Ras, signé le 26 avril 1860 à Tétouan entre l'Espagne, représentée par Leopoldo O'Donnell, et le sultan du Maroc Mohammed IV, représenté par son fils. Ce traité mit fin à la première guerre du Maroc au profit de l'Espagne, qui put agrandir la place de Ceuta et annexer Sidi Ifni.
Au cours des décennies suivantes, le colonisateur espagnol s'est établi massivement sur la côte sud d'Ifni : Cap Juby (Tarfaya), Seguia el-Hamra), Villa Cisneros et La Guera (Rio de Oro), qui formeront plus tard le Sahara espagnol. En 1946, tous les sites de la région ont été regroupés dans ce qu'on appelle l'Afrique occidentale espagnole. Ce qui provoqua l'exaspération des tribus alentour (notamment les Chleuhs de Ait Baâmrane), opposées au protectorat.
Après avoir obtenu son indépendance en 1956 (sous le règne du sultan Mohammed V), le Maroc a manifesté son intérêt pour la décolonisation des possessions espagnoles et françaises en s'appuyant sur les liens d'allégeance (Bei'aa) et en critiquant le non respect de l'intégrité territoriale de l'Empire chérifien comme convenue lors du traité de Fès. Plusieurs chefs de tribus dont l'émir de Trarza Mohamed Ould Fall appuieront cette réunification politiquement devant l'ONU puis militairement lors des combats d'El Amar.

## Déclenchement
Les manifestations hostiles à l’occupation d'Ifni s'intensifient le 10 avril 1957. C'est dans ce climat que se produisent des émeutes et une série d'assassinats de collaborateurs espagnols. En réponse à cette aggravation de la situation, Francisco Franco envoie deux bataillons de la légion espagnole en renfort à Laâyoune en juin.
Pendant ce temps, des troupes marocaines étaient regroupées près d’Ifni. Le 23 octobre, deux villages des environs de Sidi Ifni (Guelmim et Bou Izakarne) ont été repris par les troupes irrégulières chleuho-sahraouis (Armée de libération du sud). C'est le début du siège d’Ifni.

### L'assaut d'Ifni
Le 21 novembre, les services de renseignement espagnols d'Ifni rendent compte que l'attaque marocaine sur la région de Goulimine était imminente. Le 23 novembre, les lignes de communications avec les avant-postes espagnols à la frontière ont été coupées, tandis que 2 000 combattants marocains prenaient d'assaut les garnisons du territoire d'Ifni, l'aérodrome et l'arsenal de Sidi Ifni.
L'incursion marocaine à Sidi Ifni a été facilement repoussée, mais tous les avant-postes espagnols ont été perdus ou abandonnés aux Marocains. Les localités de Tiliouine (en espagnol : Tiliuin), Tagragra et Tlat Sbouia se sont retrouvées isolées.
Assaut d'Ifni en chiffres
- Date : 23 novembre et prend fin le 5 décembre 1957

- Partie marocaine : La force militaire marocaine, comptant 2 000 hommes, était essentiellement une armée irrégulière formée par les tribus chleuhs et sahraouies (majoritairement de la tribu des Aït Baâmrane, tribu à laquelle appartient l'enclave d'Ifni) .
- Partie espagnole : les combattants étaient estimés à 1 500 soldats, 500 paramilitaires (Bataillon Gabardine) et 2 000 guerriers.
- Résultat : des pertes des deux camps, 200 morts, 128 blessés et plus de 100 personnes disparues.

### Situation à Tiliuin
À Tiliuin, 60 soldats du corps de tirailleurs d’Ifni ont défendu les avant-postes contre plusieurs centaines de Marocains. Le 25 novembre, une tentative de sauvetage a été menée par les autorités espagnoles. Les Espagnols ont utilisé durant cette opération des armes allemandes (5 bombardiers Heinkel He 111 ou CASA 2111 et 5 Junkers) pour attaquer les positions marocaines avant le véto des États-Unis (allié du Maroc).
Début décembre, les membres de la Sixième Légion espagnole ont brisé l’étau autour de la ville et repris une fois encore l’aérodrome pour une opération de sauvetage. Tous les civils et militaires ont été évacués par la route vers Sidi Ifni, où ils sont arrivés le 6 décembre.
Après la destruction complète des fortifications, Tiliuin a été complètement abandonné.

### Le siège de Sidi Ifni
Les premières attaques de l’armée de libération marocaine avaient eu un certain succès. En l’espace de deux semaines, elle s'était emparée de l'essentiel de la région et avait isolé les unités espagnoles dans la capitale Sidi Ifni. Les assaillants avaient lancé un ensemble attaques simultanées à travers le Sahara occupé (territoire situé à 200 km au sud d’Ifni), pour s’y approvisionner en interceptant des garnisons et en piégeant des convois et des patrouilles ennemis.
Les unités marocaines, ravitaillées et renforcées, assiégèrent Sidi Ifni dans l’espoir d’inciter à un soulèvement populaire. La ville résista à ce siège sans grand incident jusqu’en 1958.

### Bataille d’Edchera
Le 12 janvier 1958, le Maroc attaqua sans succès la garnison espagnole de Laâyoune. Vaincus et forcés à la retraite par les Espagnols, les combattants marocains ont concentré leurs efforts dans le sud-est de la colonie. Mais l’occasion de la revanche se présenta dès le lendemain à Edchera, lorsque 350 hommes de deux compagnies espagnoles effectuant une mission de reconnaissance ont été pris sous le feu de 500 combattants marocains cachés dans les dunes. Les Espagnols subissent de lourdes pertes (37 à 48 tués) mais les Marocains abandonnent 50 cadavres.

## Campagne du Sahara occidental
Les irréguliers marocains de l'armée de libération nationale continueront la guerre dans le Sahara espagnol.
Plus de 7 000 indépendantistes marocains participeront à la prise des villes sous colonisation espagnole mais n'arriveront pas à s'approcher du littoral. Les espagnols s'appuieront quant à eux sur 10 300 soldats dont 2000 à Sidi Ifni.

### Opération Écouvillon
En février 1958, la France décide de rejoindre l'Espagne contre l'ALN qui s'appuyait sur des tribus sahraouies à Nouadhibou et Bir Moghrein pour harceler les Espagnols cantonnés à El Aiun, Villa Cisneros et Cap Juby. Le prétexte étant l'attaque de l'ALN sur Fort Trinquet (Bir Moghrein), les troupes franco-espagnoles ont lancé une offensive de grande envergure appelée opération Écouvillon qui a permis de repousser l'Armée de libération marocaine Sud. Pour la première fois, des attaques aériennes ont été lancées, la France et l'Espagne déployant 130 appareils (60 espagnols et 70 français). Sur le sol sont intervenus 9 000 soldats espagnols et 5 000 français. Le lieutenant-général Lopez Valencia, capitaine général des îles Canaries, commandait les forces espagnoles.
Attaquée par air et au sol, l'Armée de libération marocaine a déploré 150 morts. Le 10 février, l’armée espagnole organisée en colonne motorisée a repoussé les Marocains qui occupaient Edchera puis Tafoudart et Smara.

### Conséquences
Le 2 avril, des accords sont signés entre le gouvernement espagnol et le Maroc. Celui-ci obtient la rétrocession de région de Tarfaya (Cap Juby), entre le Drâa et le parallèle 27º 40', à l'exclusion de Sidi Ifni et du reste du Sahara espagnol.
L'Espagne a abandonné Ifni en 1969, conformément à la résolution 2072 de l'Organisation des Nations unies (1965), qui appelle à la décolonisation d'Ifni et du Sahara occidental. Mais elle a conservé le Sahara occidental jusqu'au début de la marche Verte (1975).